# علي ثنيان الغانم
علي محمد ثنيان الغانم (1937 - ) رئيس مجلس إدارة غرفة تجارة وصناعة الكويت السابق، وهو شقيق رئيس المجلس التأسيسي الكويتي عبد اللطيف محمد الغانم، ووالد كل من رئيس مجلس الأمة السابق مرزوق الغانم، ورئيس نادي الكويت الرياضي خالد علي الغانم.

## حياته
علي محمد ثنيان الغانم ولد في الكويت عام 1937 في الحي القبلي وأكمل دراسته الثانوية بكلية فيكتوريا الاسكندرية وحصل على شهادة البكالوريوس هندسة الميكانيكية من جامعة هانوفر بالمانيا الغربية عام 1961 أنتخب عضوا في المجلس الأمة عام 1971 وترأس مجلس إدارة نادي الكويت الرياضي عام 1980.

## مناصبه
- نائب رئيس مجلس إدارة الهيئة العامة للصناعة.
- نائب رئيس مجلس إدارة مؤسسة التامينات الاجتماعية.
- عضو في مجلس إدارة غرفة تجارة وصناعة الكويت عام 1984.
- نائب رئيس مجلس إدارة غرفة تجارة وصناعة الكويت عام 2000.
- رئيس مجلس إدارة غرفة تجارة وصناعة الكويت منذ عام 2004 حتى عام 2020.
- رئيس غرف دول مجلس التعاون الخليجي.
- نائب رئيس غرفة التجارة العربية البريطانية.
- رئيس مجلس إدارة شركات علي الغانم وأولاده.
- رئيس مجلس إدارة شركة أعيان.

## أوسمته
نال أعلى وسام لأستحقاق من المانيا عام 2005.[بحاجة لمصدر]